# Noritonus solus
Noritonus solus är en insektsart som beskrevs av Nielson 1983. Noritonus solus ingår i släktet Noritonus och familjen dvärgstritar. Inga underarter finns listade i Catalogue of Life.